# Sophie Heathcote
Sophie Heathcote (Melbourne, 25 de dezembro de 1972 – Connecticut, 4 de janeiro de 2006) foi uma atriz australiana.

## Biografia
Iniciou sua carreira na série médica dramática de televisão A Country Practice no papel de  Stephanie "Steve" Brennan em 1990 e 1991. Em seguida, atuou no filme Reckless Kelly (1993). Formou-se pelo National Institute of Dramatic Art (NIDA) em 1994. Atuou, entre outros, na série Sun on the Stubble e outras séries da Australian Broadcasting Corporation.
Junto ao esposo Chris Clarke, angariou fundos superiores a 500 mil dólares anuais para a unidade neonatal do Royal Children's Hospital. Ali foi salva a filha do casal, Madeleine, que sobrevivera a graves problemas respiratórios. O casal mudou-se para os EUA em 2005, passando a morar em Nova Iorque.
Faleceu repentinamente, de um aneurisma, quando já estava sofrendo de um avançado câncer pancreático. Seu funeral ocorreu em 18 de janeiro de 2006, na igreja de São Pedro, em Toorak, Austrália.

## Filmografia
- Grass Roots (2000)
- Pigs Breakfast (1999)
- Three Chords and a Wardrobe (1998)
- Raw FM (1997)
- Water Rats (1996-2001)
- Sun on the Stubble (1996)
- Bordertown (1995)
- Reckless Kelly (1993)
- A Country Practice (1990-1991)